# Geneva (New York)
Geneva je město v okresech Ontario County a Seneca County ve státě New York ve Spojených státech amerických.
V roce 2000 zde žilo 13 617 obyvatel. S celkovou rozlohou 15,2 km² byla hustota zalidnění 1237,9 obyvatel na km².